# Вайшля, Леонид Игнатьевич
Леонид Игнатьевич Вайшля (17 июля 1922, Петроград, РСФСР- 23 февраля 2013, Санкт-Петербург, Российская Федерация) — российский советский живописец и график, член Санкт-Петербургского Союза художников (до 1992 года — Ленинградской организации Союза художников РСФСР). Народный художник России (2012).

## Биография
Леонид Игнатьевич Вайшля родился 17 июля 1922 года в Петрограде. После окончания средней школы был призван в Красную Армию. В Великую Отечественную войну сражался сапёром на Ленинградском и Волховском фронтах. Был ранен. После выздоровления окончил артиллерийскую и танковую школу. Воевал на 1-м Белорусском фронте. В составе 11 гвардейского танкового корпуса прошёл путь от Сандомира до Берлина. Награждён орденами Красной Звезды, Отечественной войны 2 степени, медалями «За отвагу», «За освобождение Варшавы», «За взятие Берлина», «За победу над Германией».
После демобилизации в 1947—1951 годах учился в Ленинградском художественно-педагогическом училище. В 1953 году поступил на графический факультет Ленинградского института живописи, скульптуры и архитектуры имени И. Е. Репина, занимался у А. Пахомова. Затем перевёлся на живописный факультет, учился у Юрия Непринцева, Александра Романычева, Михаила Платунова, Ивана Степашкина, Иосифа Серебряного. В 1960 году окончил институт по мастерской Ю. Непринцева с присвоением квалификации художника живописи. Дипломная работа — жанровая картина «Вальцовщики».
Участвует в выставках с 1964 года, экспонируя свои работы вместе с произведениями ведущих мастеров изобразительного искусства Ленинграда. Пишет пейзажи, жанровые картины, этюды с натуры. В 1964 году был принят в члены Ленинградского Союза художников. Работал в Доме творчества ленинградских художников Старая Ладога. Автор картин «Набережная Лейтенанта Шмидта» (1959), «Волхов. Ветреный день», «Заготовка льда в колхозе» (обе 1964), «У ручья» (1965), «За околицей» (1967), «Стригуны» (1972), «Весна», «Лесная дорога» (обе 1973), «Весна идёт» (1975), «Апрель», «Лесная опушка», «Осень на Ладоге» (все 1977), «Места заповедные» (1980) и др.
Произведения Л. И. Вайшли находятся в музеях и частных собраниях в России, Бельгии, Голландии, США, Италии, Великобритании, Австрии, Франции и других странах.

## Выставки
- 1964 год (Ленинград): Ленинград. Зональная выставка.
- 1965 год (Ленинград): Весенняя выставка произведений ленинградских художников.
- 1974 год (Ленинград): Весенняя выставка произведений ленинградских художников.
- 1975 год (Ленинград): Наш современник. Зональная выставка произведений ленинградских художников.
- 1985 год (Ленинград): 40 лет Великой победы. Выставка произведений художников - ветеранов Великой Отечественной войны.